# 伍衛權
伍衛權（Neville Poy，1935年10月29日—），华裔加拿大人，已退休著名整容医生。他是前任加拿大总督伍冰枝的兄长，首位华裔加拿大国会上议院议员利德蕙的丈夫。1960年毕业于麦吉尔大学医学院。